# Örserum
Örserum, eller Örserumsbrunn, är en tätort i Jönköpings kommun i Jönköpings län. Örserum är beläget strax öster om Gränna vid sjön Ören.

## Historik
Namnet Örserum är nämnt 1498 i Trolles jordebok. Kallades förr även Örserumsbrunn och hade med det namnet eget postkontor under tiden 1 juni 1925 till 1 oktober 1967.

### Befolkningsutveckling
| Befolkningsutvecklingen i Örserum 1950–2020 | Befolkningsutvecklingen i Örserum 1950–2020 | Befolkningsutvecklingen i Örserum 1950–2020 | Befolkningsutvecklingen i Örserum 1950–2020 | Befolkningsutvecklingen i Örserum 1950–2020 |
| --- | ------------------------------------------- | ------------------------------------------- | ------------------------------------------- | ------------------------------------------- |
| |                                             |                                             |                                             |                                             |
| År |                                             |                                             | Folkmängd                                   | Areal (ha)                                  |
| 1950 | 1950                                        |                                             | 264                                         | ##                                          |
| 1960 | 1960                                        |                                             | 178                                         | ¤                                           |
| 1975 | 1975                                        |                                             | 227                                         | 40                                          |
| 1980 | 1980                                        |                                             | 268                                         | 50                                          |
| 1990 | 1990                                        |                                             | 371                                         | 45                                          |
| 1995 | 1995                                        |                                             | 337                                         | 45                                          |
| 2000 | 2000                                        |                                             | 323                                         | 45                                          |
| 2005 | 2005                                        |                                             | 308                                         | 45                                          |
| 2010 | 2010                                        |                                             | 322                                         | 45                                          |
| 2015 | 2015                                        |                                             | 356                                         | 72                                          |
| 2020 | 2020                                        |                                             | 369                                         | 72                                          |
| Anm.: Mindre än 200 invånare 1960; Ny tätort 1975 ## Som tätort/befolkningsagglomeration 1920–1950. ¤ Som tätortsbebyggelse med 150-199 invånare |                                             |                                             |                                             |                                             |

## Samhället
Örserums kyrka ligger här.
Känt är också Hugos isterband. Det finns här även en badplats, med sandbotten.